# Жемчужина (фильм)
«Жемчу́жина» — мексиканский кинофильм. Снят по одноимённому рассказу Джона Стейнбека. В фильме дебютировал Ричард Андерсон.

## Сюжет
В небольшой рыбацкой деревушке живёт бедный рыбак Кино (Армендарис) с женой Хуаной (Маркес). Однажды их жизнь переворачивается из-за двух происшествий: их маленького сына кусает скорпион, а Кино находит на дне моря крупную и очень дорогую жемчужину.

## История создания
В 1945 Эмилио Фернандес был влюблён в Оливию де Хэвилленд и считал её идеальной актрисой для главной роли в «Жемчужине». Он планировал снимать фильм для продюсера Оскара Дансижера франко-русского происхождения, главы студии «Águila Films», бежавшего в Мексику из Европы от ужасов войны. Довольно дорогая картина оказалась успешной, и Дансижер стал одним из ведущих продюсеров мексиканского кинематографа, а Фернандес получил мировое признание. Де Хэвилленд так и не узнала о влюблённости Фернандеса, но он добился, чтобы правительство Мехико изменило название улицы, на которой он родился, на Dulce Olivia («Милая Оливия»).

## Награды
- Премия Венецианского кинофестиваля (1947) за лучшую режиссуру, лучшую женскую роль, лучшую мужскую роль
- «Золотой глобус» (1949) за лучшую операторскую работу (Габриэль Фигероа)